# Hemidactylus karenorum
Hemidactylus karenorum är en ödleart som beskrevs av  Theobald 1868. Hemidactylus karenorum ingår i släktet Hemidactylus och familjen geckoödlor. Inga underarter finns listade i Catalogue of Life.